# Scooby-Doo! i klątwa trzynastego ducha
Scooby-Doo! i klątwa trzynastego ducha (ang. Scooby-Doo! and the Curse of the 13th Ghost) – 36. film animowany i 31. pełnometrażowy film z serii Scooby Doo z roku 2019. Kontynuacja filmu Scooby-Doo! spotyka ducha łasucha.

## Opis filmu
Scooby i jego gang ruszają w ekscytującą podróż, aby znaleźć zaginioną skrzynię, która zawiera 12 niebezpiecznych duchów. Muszą złapać 13-tego ducha, który uciekł.

## Wersja polska
Dystrybucja na terenie Polski: Warner Home Video

Wersja polska: Master Film

Reżyseria: Aneta Michalczyk

Dialogi i tłumaczenie: Magdalena Dwojak

Dźwięk i montaż: Aneta Michalczyk

Kierownictwo produkcji: Katarzyna Kołodziejczyk

Wystąpili:
- Ryszard Olesiński – Scooby Doo
- Jacek Bończyk – Kudłaty
- Beata Jankowska-Tzimas – Daphne
- Jacek Kopczyński – Fred
- Agata Gawrońska-Bauman – Velma
- Waldemar Barwiński – Vincent Van Ghoul
- Maciej Falana – Flim Flam
- Grzegorz Kwiecień – 
  - Bernie Alan / Vance Linklater,
  - farmer Morgan
- Wojciech Żołądkowicz – 
  - Asmodeus,
  - Mortifer Quinch
- Janusz Wituch – szeryf

Lektor: Zbigniew Suszyński